# SEVEN HILLS
SEVEN HILLS（セヴン・ヒルズ）は2001年にANTHEMがリリースしたアルバムである。

## 解説
旧メンバーの柴田直人、坂本英三、清水昭男の3人に、柴田がLOUDNESS時代に活動を共にしていた本間大嗣を加えた編成で、本格的な再結成を果たした通算8作目、9年2か月ぶりのオリジナル・アルバム。
坂本と清水は、かつてそれぞれ違う時期にANTHEMに在籍していたため、アルバムで共演するのは本作が初である。
『GRIEVE OF HEART』は、7月25日に先行シングルとして発表された。

## 収録曲
作詞・作曲：柴田直人
1. GRIEVE OF HEART
2. RAGING TWISTER
作詞：柴田直人、坂本英三
3. XTC
4. THE MAN WITH NO NAME
5. MARCH TO THE MADNESS
作詞：柴田直人、坂本英三
6. D.I.M. 422（Instrumental）
作曲：清水昭男
7. RUNNING BLOOD
作詞：柴田直人、坂本英三
8. FREEDOM
9. SILENTLY AND PERFECTLY
10. THE INNOCENT MAN

## 参加メンバー
- 柴田直人：ベース、作詞、作曲
- 坂本英三：ボーカル、作詞
- 清水昭男：ギター、作曲
- 本間大嗣：ドラム